# ジャスティン・ブロードリック
ジャスティン・ブロードリック（Justin Broadrick、1969年8月15日 - ）は、イギリスのミュージシャンである。インダストリアルとメタルの要素を組み合わせた初期のバンドの一つである、ゴッドフレッシュの中心人物として最も良く知られている。

## 来歴
ジャスティンはバーミンガムにある公営住宅に産まれた。
彼の最初のミュージシャンとしての活動は、ファイナルというプロジェクトだった。1982年にスタートさせたそのプロジェクトは、最初は、ドラムマシーンを使用したツーピースのパンク・バンドであった。そのバンドでの彼の初となるデモ・レコーディングは、13歳のときだった。ファイナルはパワー・エレクトロニクスの影響を受けながら、1983年に彼自身のPost Mortem Rekordingsというレーベルからカセットをリリースした。
その後、彼はフォール・オブ・ビコーズというバンドにドラマー、ボーカルとして加わり、1986年には後にゴッドフレッシュで再録される曲（「Life is Easy」「Mighty Trust Krusher」「Merciless」）を含む『'Extirpate' demo cassette』をレコーディングした。このバンドは1988年に解散し、1999年になってアルバム『Life Is Easy』（デモ音源とライブ音源のコンピレーションCD）が発売された。
1985年7月、ジャスティンはナパーム・デスのメンバーから誘われ、ギタリストとして加入し、ファースト・アルバム『ナパーム・デス (Scum)』のA面でギターを弾いている。1986年10月までバンドを続けたが、ヘッド・オブ・デイヴィッドというバンドのドラマーの誘いを受けて脱退。
ヘッド・オブ・デイヴィッドから脱退後の1988年、彼はゴッドフレッシュを結成しイヤーエイク・レコードと契約する。2002年、ベーシストのG.C.グリーンの脱退後すぐにゴッドフレッシュは解散する（2010年に再結成）。
2003年にポストメタル・バンドのイェスーを結成。現在まで活動中である。
ジャスティンは活動期間を通して、同時に複数のサイドプロジェクトを続けている。また、パンテラ、アイシス、ペリカン等のバンドのプロデュースやミックスなども手掛けている。

## ディスコグラフィ

### ソロ・プロジェクト
ファイナル
- One (1993年)
- 2 (1996年)
- The First Millionth of a Second (1997年)
- 3 (2006年)
- Infinite Guitar 1 (2007年) ※CDR
- Infinite Guitar 2 (2007年) ※CDR
- Guitar & Bass Improvisations Volume 1 (2007年) ※CDR
- Guitar & Bass Improvisations Volume 2 (2007年) ※CDR
- Infinite Guitar 1 & 2 / Guitar & Bass Improvisations Vol 1 & 2 (2008年) ※CDR
- Fade Away (2008年)
- :Afar: (2008年)
- Dead Air (2008年)
- Reading All The Right Signals Wrong (2009年)
- Infinite Guitar 3 / Guitar & Bass Improvisations 3 (2009年)
- Final + Fear Falls Burning (2009年) ※with Fear Falls Burning
- The Apple Never Falls Far From The Tree (2010年)
- Burning Bridges Will Light Your Way (2012年) ※デジタル・リリース
- Infinite Guitar 4 (2013年)
- Black Dollars (2015年)
- Live Incubate (2020年) ※デジタル・リリース

ホワイト・スタティック・デーモン
- Apparitions (2010年)

ペイル・スケッチャー
- Jesu: Pale Sketches Demixed (2010年)

JK・フレッシュ
- 『ポストヒューマン』 - Posthuman (2012年)
- 『ウォーシップ・イズ・ザ・クレンジング・オブ・ジ・イマジネイション』 - Worship Is The Cleansing Of The Imagination (2013年) ※プルリエントとのスプリット・アルバム
- Nothing Is Free (2015年)
- Rise Above (2016年)
- New Horizon (2018年)
- Light Bringer (2019年) ※with Orphx
- In Your Pit (2019年)
- Depersonalization (2020年)

### ゴッドフレッシュ
- 『ストリートクリーナー』 - Streetcleaner (1989年)
- 『ピュアー』 - Pure (1992年)
- 『セルフレス』 - Selfless (1994年)
- 『ソングス・オヴ・ラヴ・アンド・ヘイト』 - Songs of Love and Hate (1996年)
- 『アス・アンド・ゼム』 - Us and Them (1999年)
- Hymns (2001年)
- 『ア・ワールド・リット・オンリー・バイ・ファイアー』 - A World Lit Only by Fire (2014年)
- 『ポスト・セルフ』 - Post Self (2017年)

### イェスー
- 『イェスー』 - Jesu (2004年)
- 『コンクエラー』 - Conqueror (2007年)
- Jesu / Eluvium (2007年) ※Eluviumとのスプリット・アルバム
- 『SPLIT』 - Envy / Jesu (2008年) ※Envyとのスプリット・アルバム
- Jesu / Battle of Mice (2008年) ※Battle of Miceとのスプリット・アルバム
- 『インフィニティ』 - Infinity (2009年)
- 『アセンション』 - Ascension (2011年)
- 『エヴリディ・アイ・ゲット・クローサー・トゥ・ザ・ライト・フロム・ホウィッチ・アイ・ケイム』 - Everyday I Get Closer to the Light from Which I Came (2013年)
- Jesu/Sun Kil Moon (2016年) ※with サン・キル・ムーン
- 30 Seconds to the Decline of Planet Earth (2017年) ※with サン・キル・ムーン
- 『ターミナス』 - Terminus (2020年)

### 参加バンド
フォール・オブ・ビコーズ
- Life Is Easy (1999年)

ナパーム・デス
- 『ナパーム・デス』 - Scum (1987年) ※サイドAのみ参加

ヘッド・オブ・デイヴィッド
- Dustbowl (1988年)
- The Saveana Mixes (1988年)
- White Elephant (1989年)

スウィート・トゥース
- Soft White Underbelly (1990年)
- Crash Live (1993年)

テクノ・アニマル
- Ghosts (1991年)
- Re-Entry (1995年)
- Techno Animal Versus Reality (1998年)
- Symbiotics (1999年) ※with ポーター・リックス
- 『ザ・ブラザーフッド・オヴ・ザ・ボム』 - The Brotherhood of the Bomb (2001年)

ゴッド
- Possession (1992年)
- The Anatomy of Addiction (1994年)

アイス
- Under the Skin (1993年)
- Quarantine (1995年)
- Headwreck  (1998年)
- Bad Blood (1998年)
- Trapped in Three Dimensions (1999年)

サイドワインダー
- Colonized (1996年)
- Implant (1997年)

ザ・カース・オブ・ザ・ゴールデン・ヴァンパイア
- The Curse of the Golden Vampire (1998年)
- Mass Destruction (2003年)

ゾウナル
- The Quatermass Project, Volume 1 (2000年) ※CDR
- 『レックト』 - Wrecked (2019年)[1]

ジャーボウ&ジャスティン・ブロードリック
- J² (2008年)

オックスボウ presents Love's Holiday Orchestra
- Live at Supersonic, 2007 (2008年)

カウンシル・エステート・エレクトロニクス
- Kitsland (available exclusively as a digital release) (2009年)
- Longmeadow (available exclusively as a digital release) (2012年)
- Arktika (2016年)

グレイマシーン
- 『ディスコネクテッド』 - Disconnected (2009年)

ザ・ブラッド・オブ・ヒーローズ
- The Blood of Heroes (2010年)
- Remain (2010年)
- The Waking Nightmare (2012年)

アンドリュー・ブローダー&ジャスティン・ブロードリック
- Kissing Kin Singles Club (2010年)

ヴァレイ・オブ・フィアー
- Valley of Fear (2012年)